# 曽根崎通

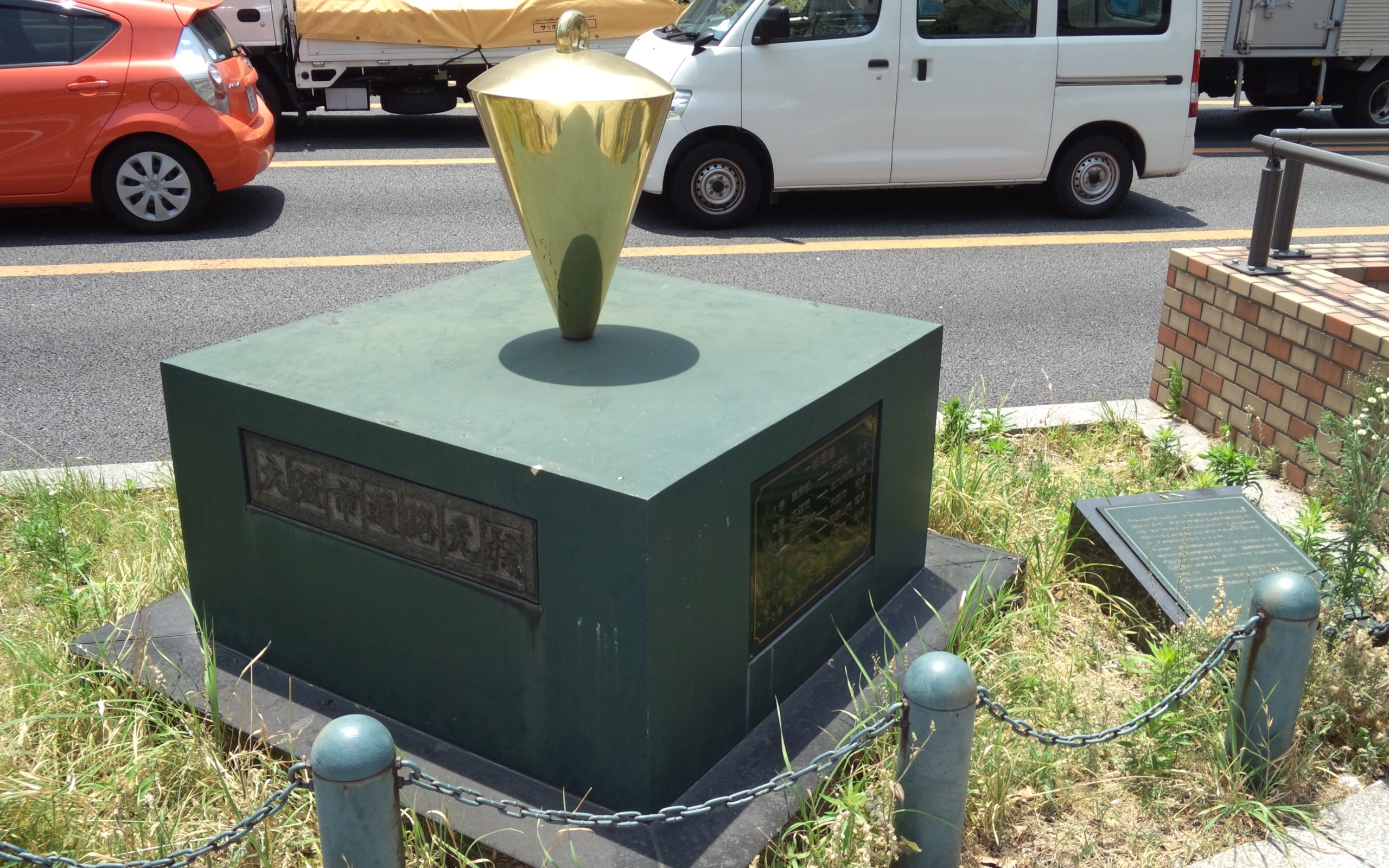
大阪市道路元標：梅田新道交差点の北西の歩道にあるモニュメント

曽根崎通（そねざきどおり）は、大阪府大阪市を東西に走る幹線道路の通称。
大阪市が定めた愛称道路47路線には含まれないが、大阪キタを横断する幹線道路として通称名の標識が設置されている。

## 概要
区間は福島区の野田阪神前交差点（北港通・新なにわ筋交点）から都島区の東野田町交差点（大阪市道赤川天王寺線交点）までの約4.8kmで、北区の梅田新道交差点（御堂筋交点）以西が国道2号、以東が国道1号のそれぞれ一部区間に当たる。2006年には大川に架かる桜宮橋も拡幅されて、全線幅員40mとなっている。
東天満東交差点以西の地下をJR東西線、福島西通交差点（あみだ池筋交点） - 出入橋交差点間の地下を阪神本線、梅田新道交差点 - 東天満交差点（天満橋筋交点）間の地下をOsaka Metro谷町線が並走する。
大阪ミナミを横断する千日前通と同様に客待ちタクシーに起因する渋滞が問題になっており、桜橋交差点（四つ橋筋交点） - 梅田新道交差点間は22時から1時までタクシーの駐停車が禁止されている。

## 歴史
1909年（明治42年）に発生した北の大火（天満焼け）の焼け跡を利用して、1911年（明治44年）に梅田新道交差点 - 東天満交差点間、1912年（明治45年／大正元年）に福島西通交差点 - 梅田新道交差点間が開通。その後、1926年（大正15年）に福島西通交差点以西、1930年（昭和5年）に東天満交差点以東が延伸開通した。
福島4丁目交差点以東には大阪市電の西野田福島線、福島曽根崎線、曽根崎天満橋筋線、天満今福線も敷設されていたが、1969年（昭和44年）に廃止された。

## 沿線情報
福島区
- 野田阪神ウイステ
  - イオン野田阪神店
- 阪神電気鉄道本社
- 大阪福島郵便局
- 地域医療機能推進機構大阪病院（JCHO大阪病院）
- 新福島駅
- 福島駅 (阪神)

北区
- ハービスOSAKA
- 梅田
- 北新地駅
- 北新地
- 市営桜橋駐車場
- 大阪駅前ビル
- ディアモール大阪
- 露天神社（お初天神）
- 天神橋筋商店街
- 南森町駅
- 大阪天満宮駅
- 大阪天満宮
- 造幣局
  - 造幣博物館
- 桜宮橋（銀橋）

都島区
- ドン・キホーテ桜ノ宮店
- 太閤園
- 藤田美術館

## 交差する道路
- 上側が西側、下側が東側。左側が南側、右側が北側。
- 交差する道路の特記がないものは市道。

| 交差する道路 南← 曽根崎通 →北       | 交差する道路 南← 曽根崎通 →北       | 交差する場所 | 交差する場所 | 路線 番号 | 起点から (km) |
| ----------------------------------- | ----------------------------------- | ------------ | ------------ | --------- | ------------- |
| 北港通 市道福島桜島線               |                                     |              |              |           |               |
| 新なにわ筋 府道29号大阪臨海線       | 国道2号 神戸方面                    | 福島区       | 野田阪神前   | 国道2号   |               |
| 市道福島桜島線                      |                                     | 福島区       | 福島4        | 国道2号   |               |
| あみだ池筋 都市計画道路中津西本町線 | あみだ池筋 都市計画道路中津西本町線 | 福島区       | 福島西通     | 国道2号   |               |
| なにわ筋 府道41号大阪伊丹線         | なにわ筋 府道41号大阪伊丹線         | 福島区       | 浄正橋       | 国道2号   |               |
| 四つ橋筋 市道南北線                 | 四つ橋筋 市道南北線                 | 北区         | 桜橋         | 国道2号   |               |
| 御堂筋 国道25号                     | 御堂筋 国道176号                    | 北区         | 梅田新道     | 国道2号   | 0.0           |
| 御堂筋 国道25号                     | 御堂筋 国道176号                    | 北区         | 梅田新道     | 国道1号   | 565.4         |
| 新御堂筋 国道423号                  | 新御堂筋 国道423号                  | 北区         | 梅新東       | 国道1号   |               |
| 新御堂筋 国道423号                  | 新御堂筋 国道423号                  | 北区         | 南森町ランプ | 国道1号   |               |
| 都市計画道路本庄西天満線            | 都市計画道路本庄西天満線            | 北区         | 西天満       | 国道1号   |               |
| 天神橋筋 府道102号恵美須南森町線    | 天神橋筋 府道14号大阪高槻京都線     | 北区         | 南森町       | 国道1号   |               |
| 天満橋筋 府道30号大阪和泉泉南線     | 天満橋筋 都市計画道路長柄堺線       | 北区         | 東天満       | 国道1号   |               |
| 市道赤川天王寺線                    | 市道赤川天王寺線                    | 都島区       | 東野田町     | 国道1号   |               |
| 国道1号 京都・蒲生4方面             |                                     |              |              |           |               |

## ギャラリー

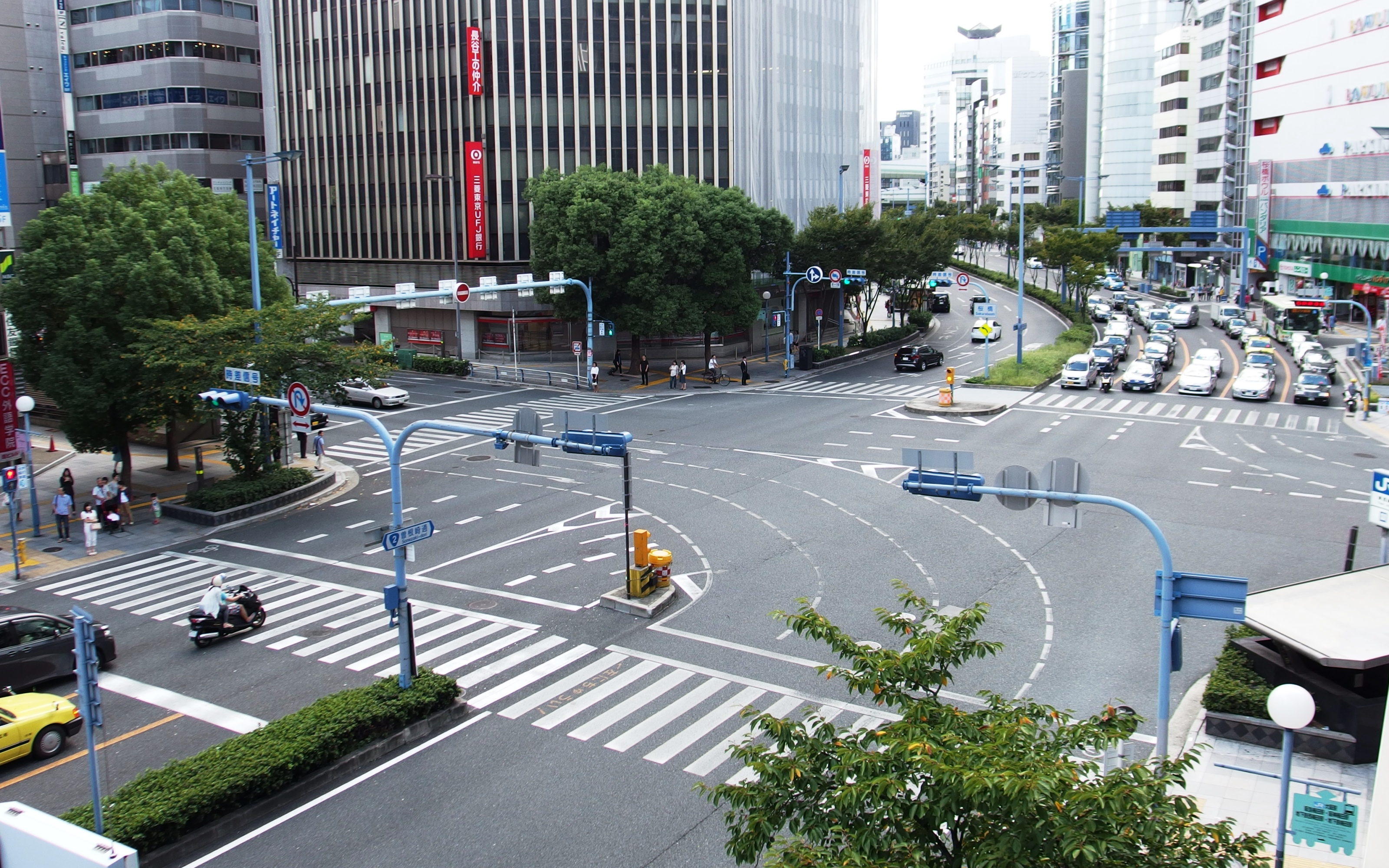
四つ橋筋との交点・桜橋交差点
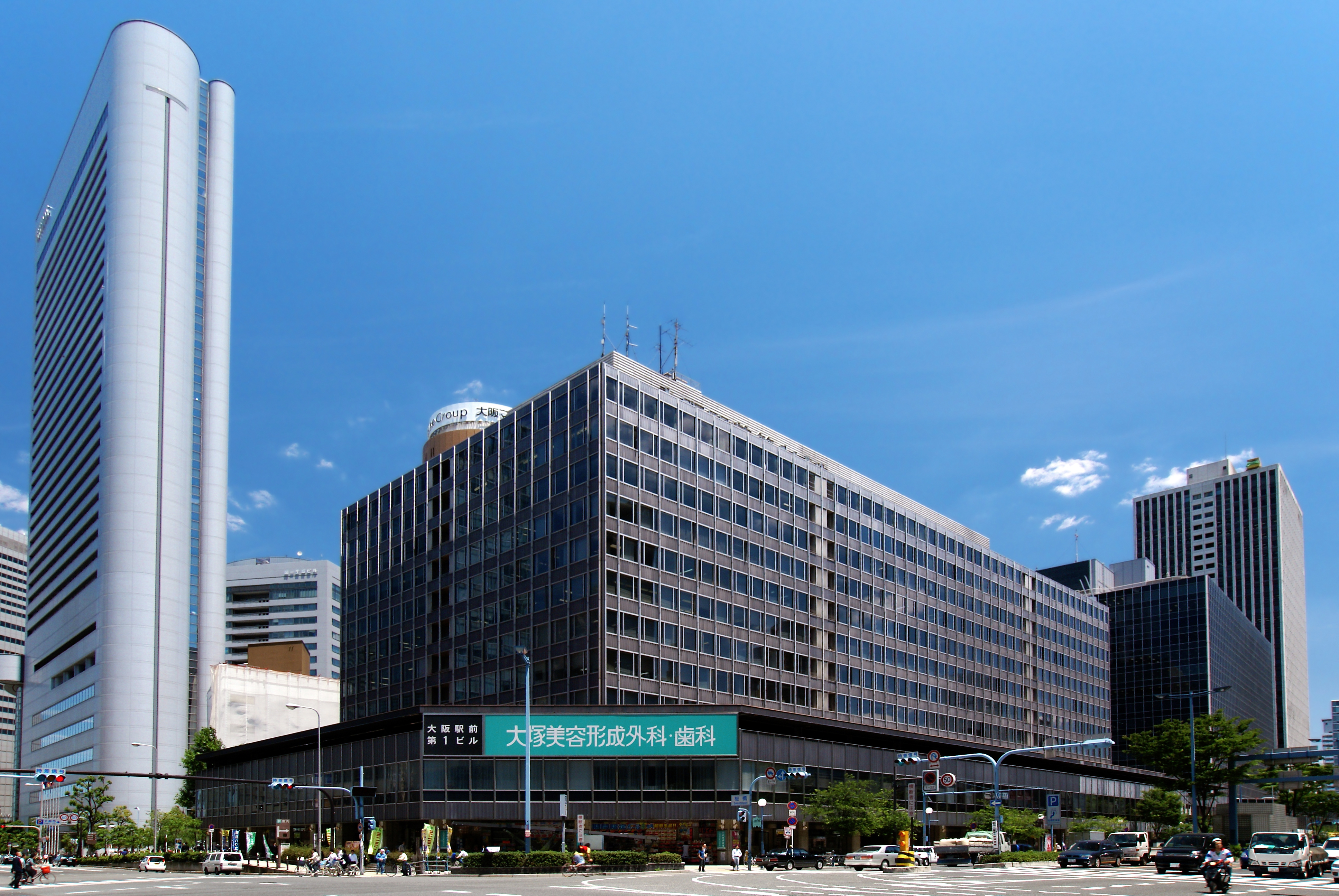
桜橋交差点を北東に望む
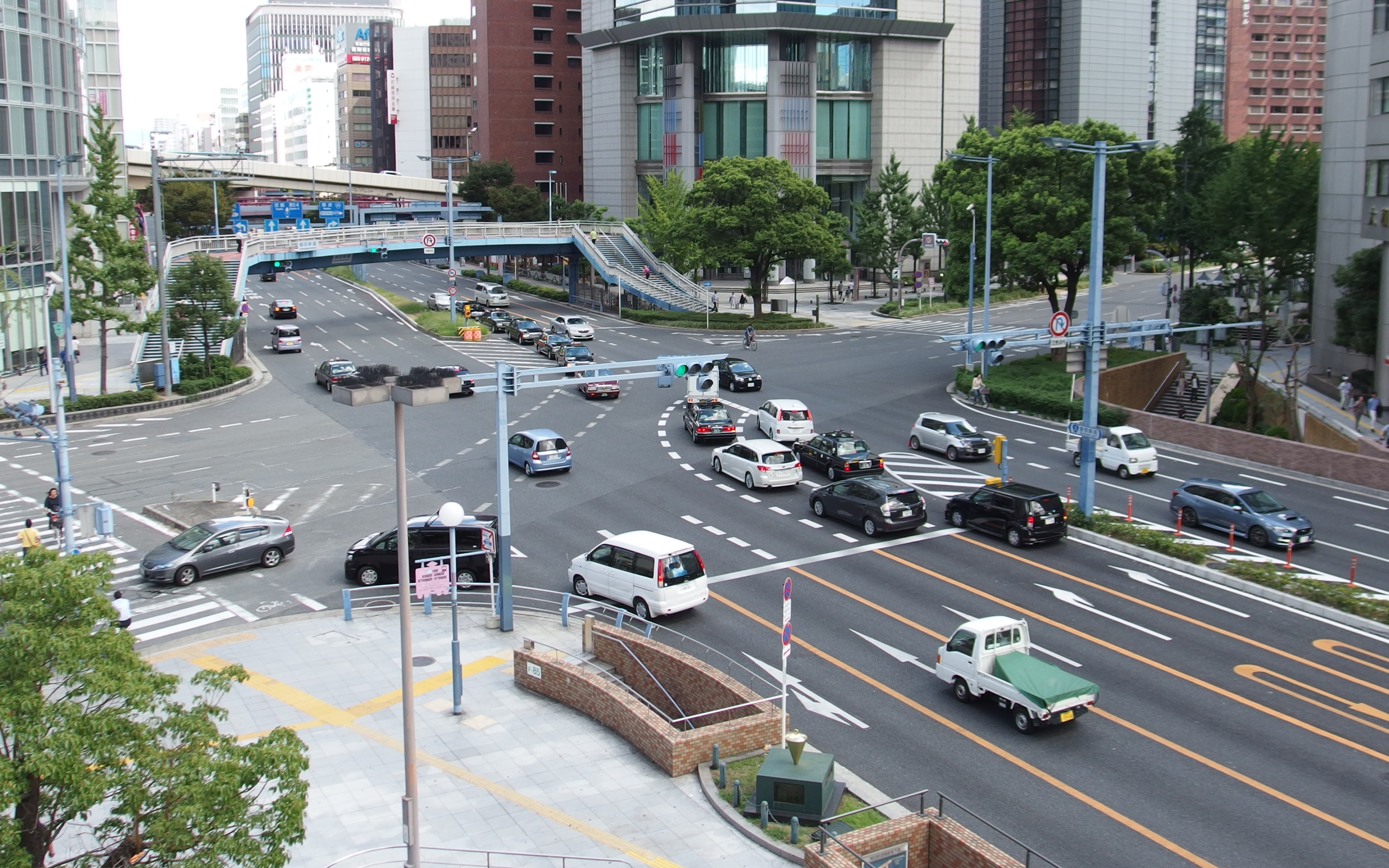
御堂筋との交点・梅田新道交差点
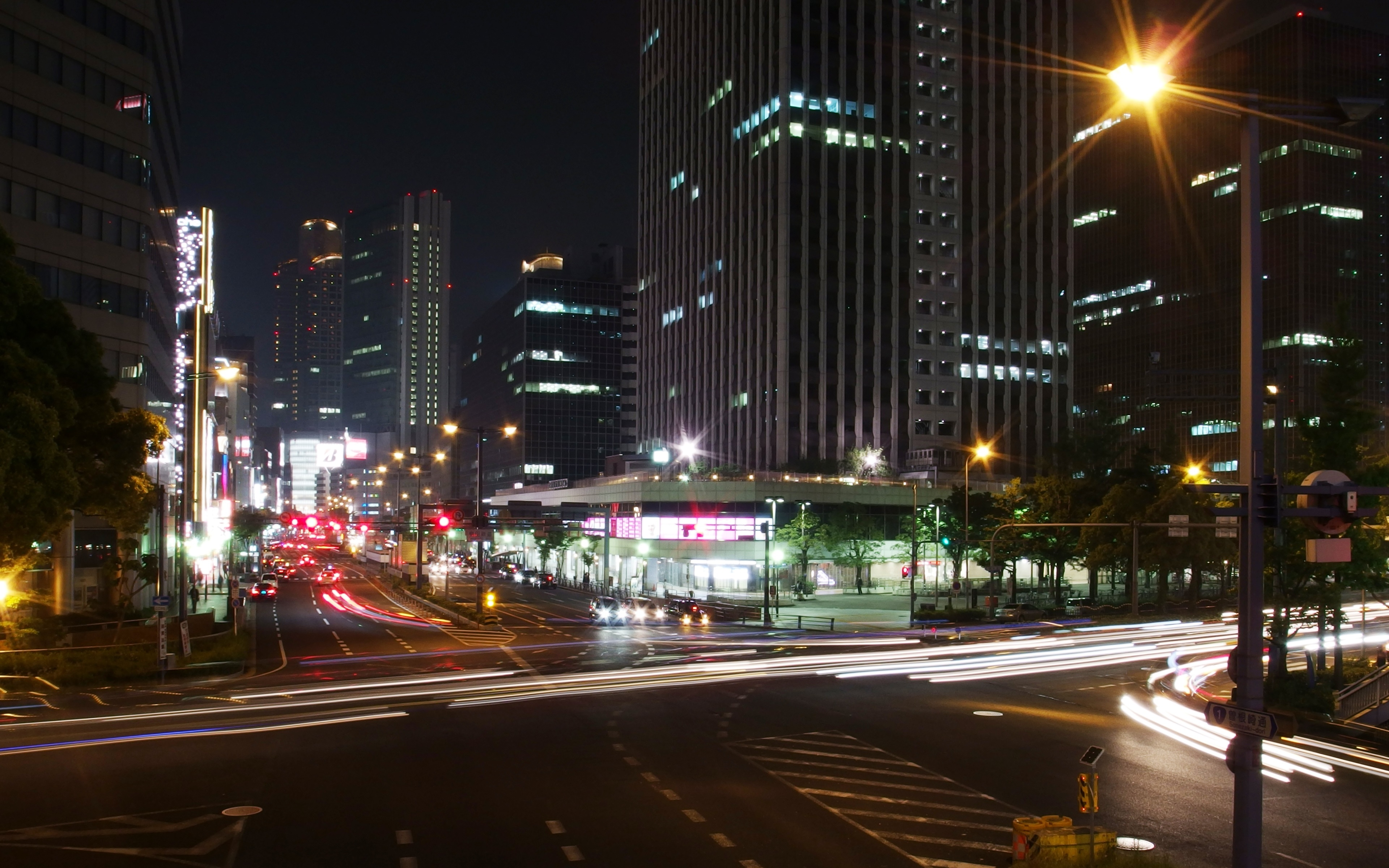
夜の梅田新道交差点
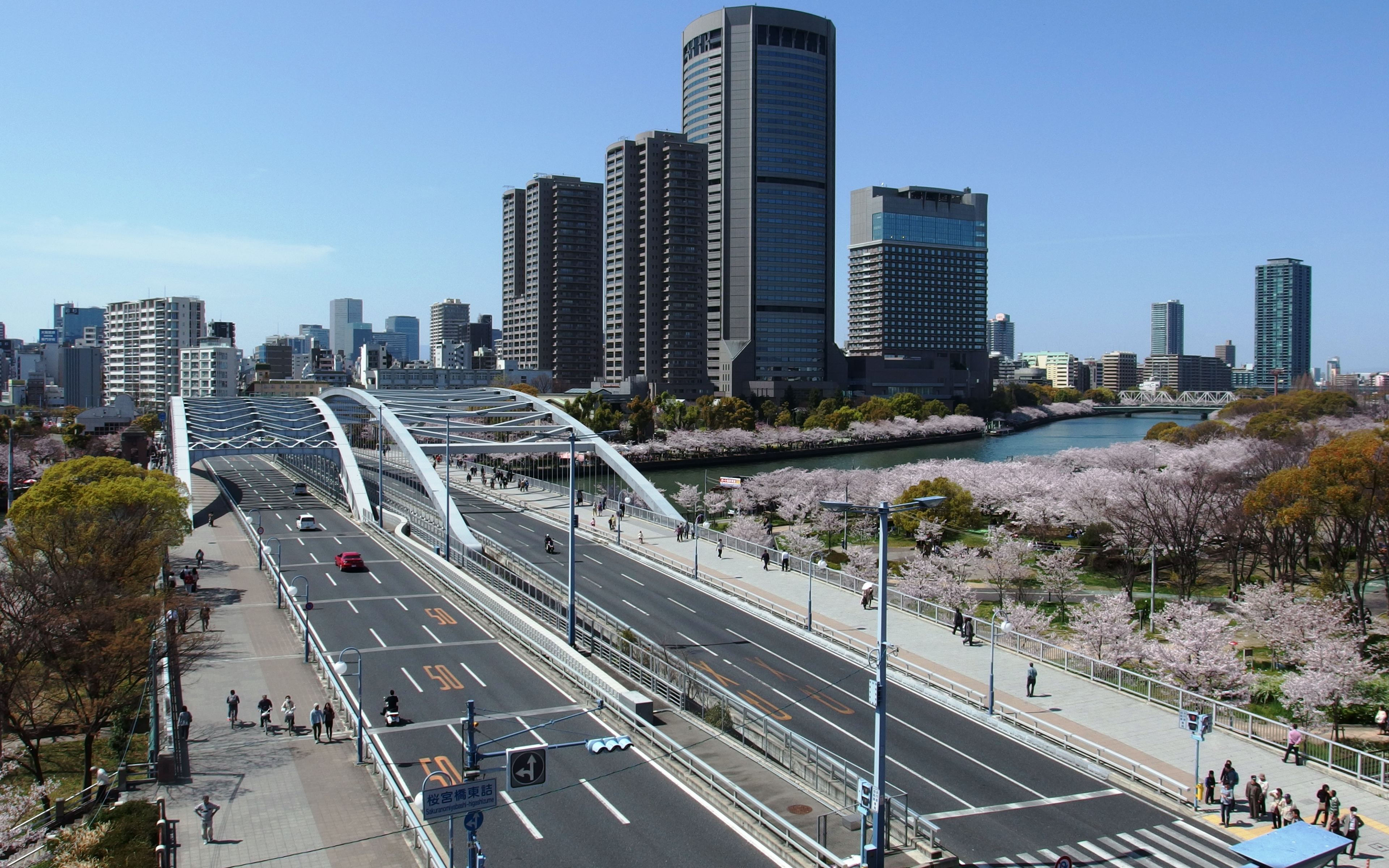
終点付近の桜宮橋（銀橋）

## 交通量
2005年度（大阪国道事務所、道の資料室より）
- 大阪市福島区福島3丁目：44,222
- 大阪市北区東天満1丁目：54,441
- 大阪市北区天満1丁目：38,394

| 調査地点 | 平日昼間 | 休日昼間 | 平日24時間 | 休日24時間 |
| --- | -------- | -------- | ---------- | ---------- |
| 福島区福島3 | 30,498   | 21,411   | 44,222     | 32,117     |
| 北区東天満1 | 33,643   | 29,534   | 54,441     | 45,502     |
| 北区天満1 | 23,700   | 21,383   | 38,394     | 32,980     |
| 大阪市内の道路の交通量について 大阪市 ※調査日：2005/10/16（休日）、2005/10/19（平日）※昼間は7時から19時、24時間は7時から翌7時 |          |          |            |            |